# Птеростих звичайний
Птеростих звичайний (Pterostichus melanarius) — вид жуків родини турунових (Carabidae).

## Поширення
Вид поширений в Європі, Північній Азії та Північній Америці.

## Опис
Жук завдовжки 12-18 мм. Крила диморфні: у короткокрилих форм задні крила вкорочені і жуки нездатні до польоту, а довгокрилі форми мають зрілі задні крила і здатні літати.